# Richland County (Illinois)
Das Richland County ist ein County im US-amerikanischen Bundesstaat Illinois. Im Jahr 2010 hatte das County 16.233 Einwohner und eine Bevölkerungsdichte von 17,4 Einwohnern pro Quadratkilometer. Der Verwaltungssitz (County Seat) ist Olney.

## Geografie
Das County liegt im Südosten von Illinois und hat eine Fläche von 938 Quadratkilometern, wovon fünf Quadratkilometer Wasserfläche sind. Die südwestliche Grenze wird vom Little Wabash River gebildet, dessen linker Nebenfluss, der Fox River, das Zentrum des Countys durchfließt. Im äußersten Nordosten erreicht das County den Embarras River. An das Richland County grenzen folgende Nachbarcountys:
|              | Jasper County                               | Crawford County |
| Clay County  | Kompassrose, die auf Nachbargemeinden zeigt | Lawrence County |
| Wayne County | Edwards County                              | Wabash County   |

## Geschichte
Das Richland County wurde am 24. Februar 1841 aus dem Edwards County gebildet. Benannt wurde es nach dem ehemaligen County der neuen Siedler, dem Richland County in Ohio.

## Demografische Daten
Nach der Volkszählung im Jahr 2010 lebten im Richland County 16.233 Menschen in 6687 Haushalten. Die Bevölkerungsdichte betrug 17,4 Einwohner pro Quadratkilometer. In den 6687 Haushalten lebten statistisch je 2,39 Personen.
Ethnisch betrachtet setzte sich die Bevölkerung zusammen aus 97,3 Prozent Weißen, 0,7 Prozent Afroamerikanern, 0,2 Prozent amerikanischen Ureinwohnern, 0,8 Prozent Asiaten sowie aus anderen ethnischen Gruppen; 1,0 Prozent stammten von zwei oder mehr Ethnien ab. Unabhängig von der ethnischen Zugehörigkeit waren 1,4 Prozent der Bevölkerung spanischer oder lateinamerikanischer Abstammung.
22,0 Prozent der Bevölkerung waren unter 18 Jahre alt, 58,8 Prozent waren zwischen 18 und 64 und 19,2 Prozent waren 65 Jahre oder älter. 51,1 Prozent der Bevölkerung war weiblich.

Das jährliche Durchschnittseinkommen eines Haushalts lag bei 42.305 USD. Das Pro-Kopf-Einkommen betrug 23.922 USD. 13,4 Prozent der Einwohner lebten unterhalb der Armutsgrenze.

## Ortschaften im Richland County
City
- Olney

Villages
- Calhoun
- Claremont
- Noble
- Parkersburg

Unincorporated Communities
| - Berryville - Dundas - Passport | - Wakefield - Wynoose1 |

1 – teilweise im Wayne County

## Gliederung
Das Richland County ist in neun Townships eingeteilt:
| Township           | Einwohner (2010) | FIPS     |
| ------------------ | ---------------- | -------- |
| Bonpas Township    | 390              | 17-07289 |
| Claremont Township | 855              | 17-14546 |
| Decker Township    | 406              | 17-18862 |
| Denver Township    | 411              | 17-19486 |
| German Township    | 341              | 17-29028 |
| Madison Township   | 819              | 17-46006 |
| Noble Township     | 1.430            | 17-53156 |
| Olney Township     | 10.334           | 17-55925 |
| Preston Township   | 1.247            | 17-61847 |